# Le Pin-Murelet
Le Pin-Murelet település Franciaországban, Haute-Garonne megyében. Lakosainak száma 166 fő (2022. január 1.). Le Pin-Murelet Monès, Lautignac, Plagnole, Sajas, Laymont és Montpezat községekkel határos.

## Népesség
A település népességének változása:
| Lakosok száma | 149  | 144  | 149  | 178  | 171  | 169  | 176  | 173  | 172  | 166  |
|               | 1968 | 1982 | 1990 | 2006 | 2013 | 2015 | 2017 | 2019 | 2020 | 2022 |